# اس‌ام یو-۱۱۷
اس‌ام یو-۱۱۷ (به انگلیسی: SM U-117) یک زیردریایی بود که طول آن ۸۱٫۵ متر (۲۶۷ فوت) بود. این زیردریایی در سال ۱۹۱۷ ساخته شد.